# Alicia DeVaughn
Alicia DeVaughn est une joueuse de basket-ball américaine, née le 18 septembre 1991 à Lake Worth (Floride).

## Biographie
Élevée par Cynthia DeVaughn, sa mère biologique est l'ancienne star WNBA Yolanda Griffith.

### Carrière universitaire
Elle dispute toutes les 137 rencontres possibles de sa carrière avec les Terrapins du Maryland, avec Alyssa Thomas (4e choix de draft 2014), pour des moyennes de 7 points à 55,6 % et 6 rebonds par rencontre. Non draftée, elle est testée par les Sparks de Los Angeles mais n'est pas conservée.

## Étranger
Fin mai 2014, elle signe son premier contrat professionnel avec le club français de Tarbes. Après une saison assez réussie (8,4 points, 8 rebonds pour 13,6 d’évaluation de moyenne), elle signe pour un second club français pour la saison LFB 2016, les Flammes Carolo basket. Son nouveau coach Romuald Yernaux dit d'elle : « Alicia est une joueuse complète qui va apporter un vrai plus à l’équipe. Elle fait partie de ces profils qui rendent les autres meilleures. Elle est très présente défensivement et notamment au rebond. Dans un juste équilibre, elle peut faire valoir de belles aptitudes offensives. C’est à mon sens une véritable joueuse d’équipe ».
Elle joue la pré-saison WNBA 2016 avec le Fever de l'Indiana, mais son contrat est rompu avant le début de saison.

## Clubs
- Vainqueur du Challenge round 2015[7]

### NCAA
- 2010-2014 :  Terrapins du Maryland

## Étranger
- 2014-2015 :  Tarbes Gespe Bigorre
- 2015-2017 :  Flammes Carolo basket

## Distinctions personnelles
- ACC All-Defensive Team (2013[2])